# ルーン石碑

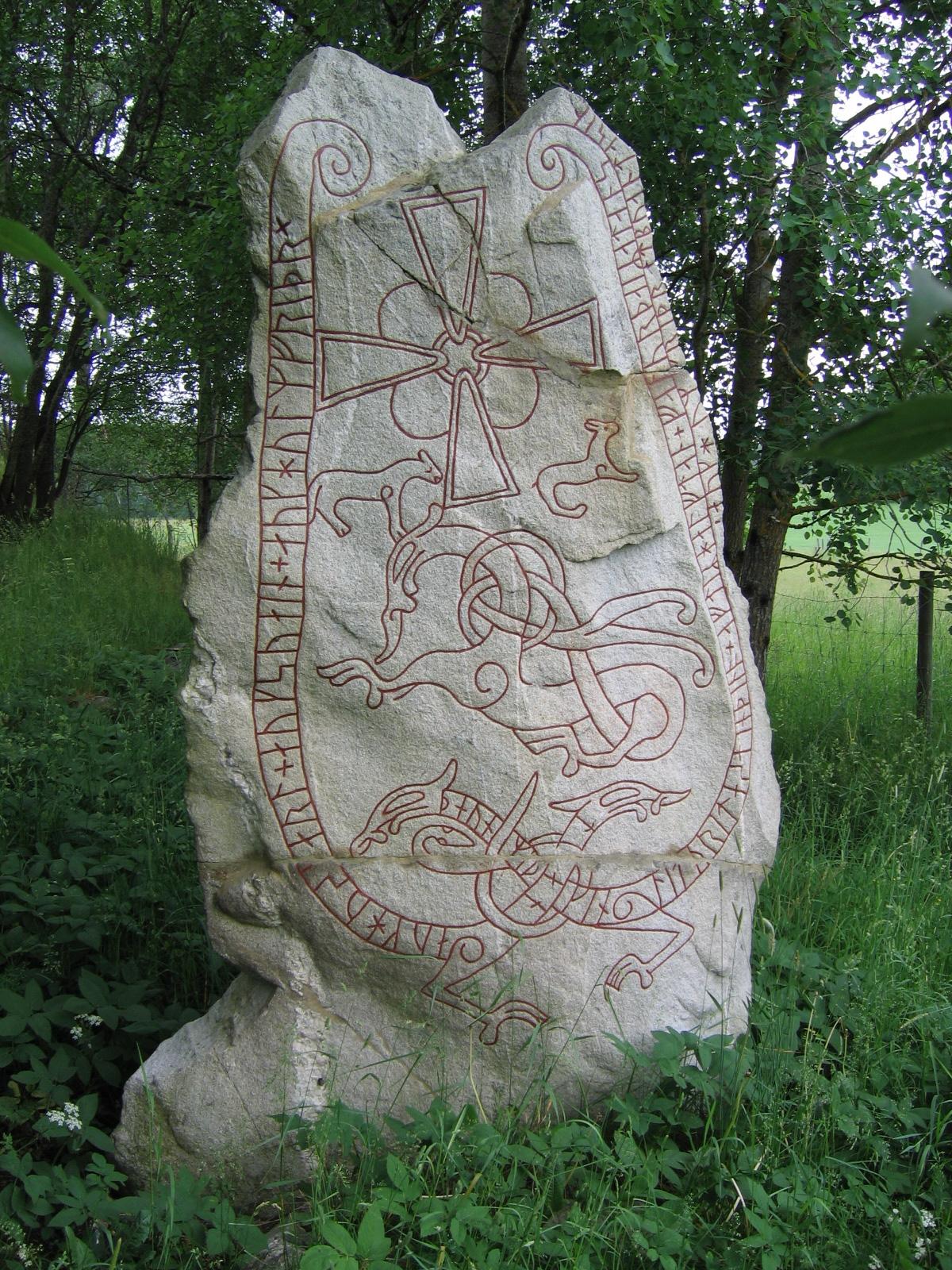
リングスベルグのルーン石碑の1つ、U 240

ルーン石碑（ルーンせきひ、スウェーデン語: runsten、英: runestone）はルーン文字で銘が刻まれた石碑。中世初期以降に見られ、700年から1100年ごろのヴァイキング時代（en:Viking Age）に最も多く作られた。スカルド詩による口述の伝統を選んだため、西ヨーロッパに比べると、スカンディナヴィアは中世初期の歴史について記述による証拠に乏しい。最初の法典や歴史が編集されたのは12世紀になってからであった。現存する初期の時代のものと特定されたテキストは、硬貨に記されたものが2、3と、木片や金属製の槍の穂先に刻まれたルーン文字の間にいくつか見いだせるだけで、大半は石に刻まれた状態で発見されている。

## 解説
スカンディナヴィアでは、およそ6千のルーン石碑が見つかっている。そのうち3千はスウェーデンで発見され、刻まれたルーン文字から10世紀、11世紀につくられたものと分かっている。それらの中には吹きさらしのフィヨルドの岩の表面に見られるものや、公園や校庭に置かれているものもある。ルーン石碑のおよそ10パーセントは海外へ行って死んだ人物を知らせるものである。これらの記述はラテン語で書かれた『聖ベルタンの年代記』(en)や『クレモナのリウトプラント』(en)と同時代のものであり、その中にはビザンティウムを訪問したスカンディナヴィア住民ルーシ族の記録など、価値ある情報を含んでいる。
石碑に刻まれた銘は、出来事や個人の特定など歴史的な動かぬ証拠とはならないが、その代わりに言葉や詩の発達、血族関係や命名の習慣、移住、土着の北欧神話の叙述、地名、情報伝達、ヴァイキングはもちろん交易遠征ついても、そして少なからず、キリスト教の伝播などを読み取ることができる。スカンディナヴィアの歴史学者にとってルーン石碑は古代スカンディナヴィア社会についての主要な情報元となるが、個々の石碑の研究で得られることはあまり多くない。石碑がもたらす多様な情報から、石碑の建立の傾向と理由が地域それぞれで異なっているらしいということがわかっている。

## 習慣

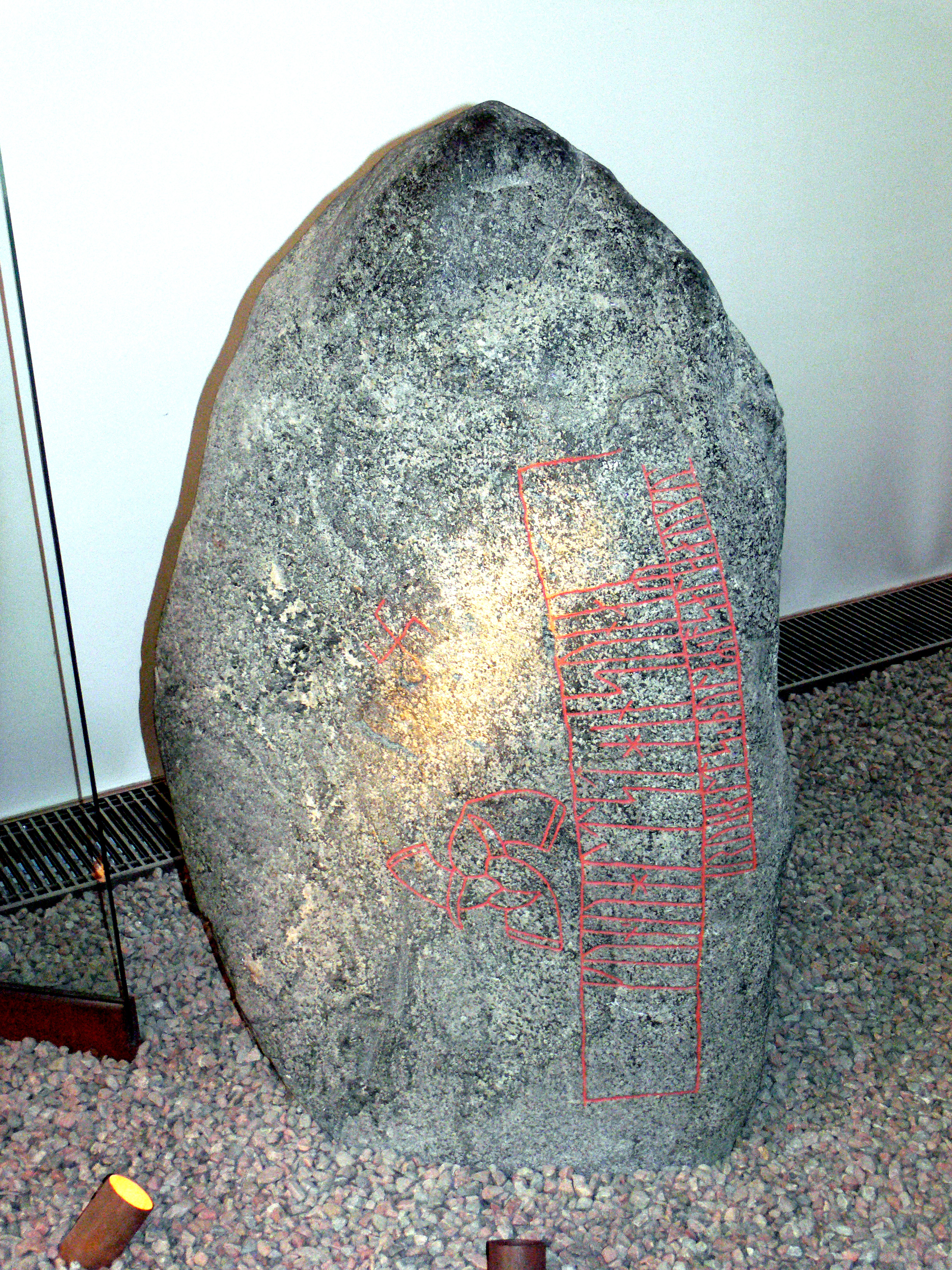
スノルデレブ・ストーン, デンマークで最も古いルーン石碑の一つ。

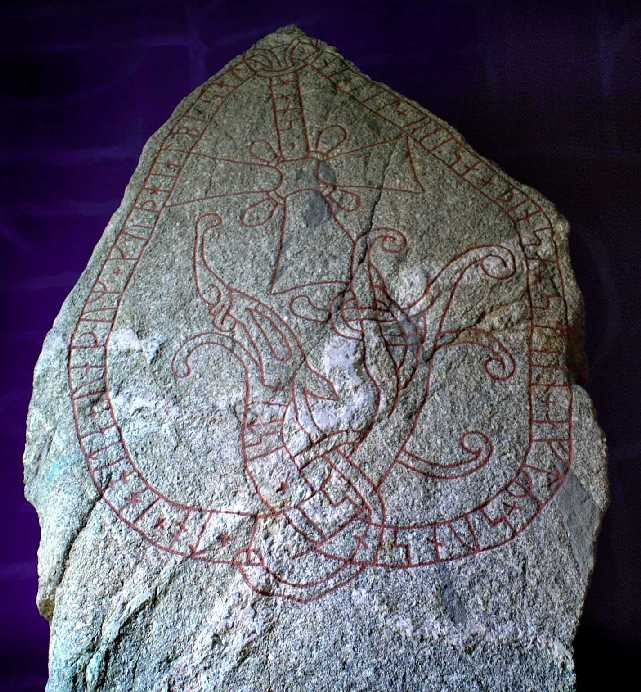
ウップランドのルーン碑文 U613

ルーン石碑を建立する習慣は、前ローマ鉄器時代からローマ鉄器時代にかけて作られた故人の業績を讃える石碑メンヒルを建てる習慣から発達したものと考えられている。その習慣については13世紀に編纂されたヘイムスクリングラやヴァイキング時代に編纂されたと思われるハヴァマールでも言及されている。メンヒルには時間と共に消えてしまったが、おそらく銘が塗料で描かれていたであろう。そこで銘はより長く保存可能な彫刻へと変わっていった。有名なルーン石碑の大部分は故人の名誉を讃えるために建立された。
東部スウェーデンのウップランド地方はルーン石碑が最も多い地域として有名で、3千ほどもある。これらのほとんどに十字が刻まれているか、神やキリスト、白衣（びゃくえ）の記述が見られるなどキリスト教に関連している。ウップランドのルーン碑文 U613がその良い例である。キリスト教のルーン石碑がこの地域で突出しているのは、こんにちのストックホルム近郊が最後の異教の拠点の1つであったためである。

## 石碑の多い地区

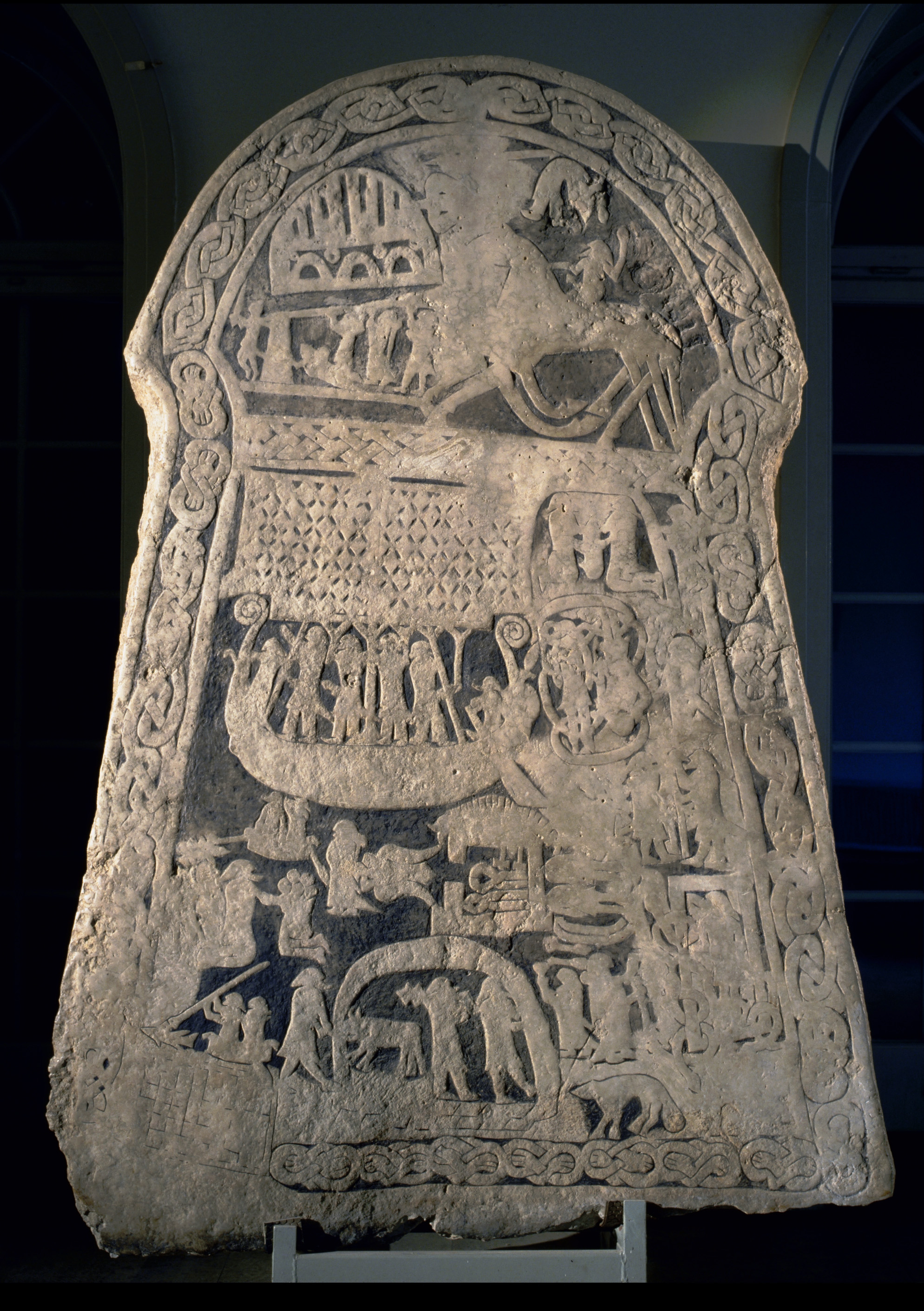
ゴットランド島アードレで最も大きな絵画石碑、西暦750年頃

ルーン文字はゲルマン語圏の至る所で使われていたが、とりわけヴァイキング時代のスカンジナビアの人々がよく使った。
ルーン文字を使った古ノルド語の碑文は北ドイツのヘーゼビュー、ロシア、グリーンランド、北部スコットランド、マン島、イングランド、アイルランドの各地で見つかっていることから、「ルーン文字を彫刻する習慣」はノース人の移住と共に広がっていったことが分かる。例えばイスタンブールの有名なモスク アヤソフィアにもルーン文字の彫刻が見られる。この事実は、ヴァイキングの兵士とその文化が地中海南東部にまで及んでいたことを示している。デンマークで最も有名なルーン石碑は、デンマーク王ハーラル1世が両親に対して作ったイェリングの石碑
である。
ただし、当時のヘーゼビューはドイツ領では無かった。これを示す証拠がヘーゼビュー近郊で見つかった黄金の角であり、これにはノルド祖語が、初期ルーン文字の古フサルク(en)で刻まれている。（「名誉ある客、ホルテの息子たる余がこの角を作れり。」1）
古ノルド語を話す民族は、彼らがキリスト教に改宗するずっと前、他のゲルマン人と同様に、自らの言葉を記す独自の文字を持っていた。それがルーン文字である。ルーン文字はヴァイキング時代が終わるまで数百年に亘って使われた。現在見つかっている最も古いルーン文字の銘は、西暦2世紀にまで遡る。この文字は今でもゲルマン語派の言語に影響を残しており、例えばThotn（Þ）という文字がアイスランド語の記述に使われている。また、ヴァイキング時代の何百ものルーン石碑にキリスト教に関することが銘されている。
現代でも、数は多くないが、ルーン文字の彫刻に芸術として取り組み、熟練する人々も存在する。
1. S・フィッシャー＝ファビアン著『原始ゲルマン民族の謎　「最初のドイツ人」の生と闘い』片岡哲史訳、アリアドネ企画、2001年。p.133

## 分類

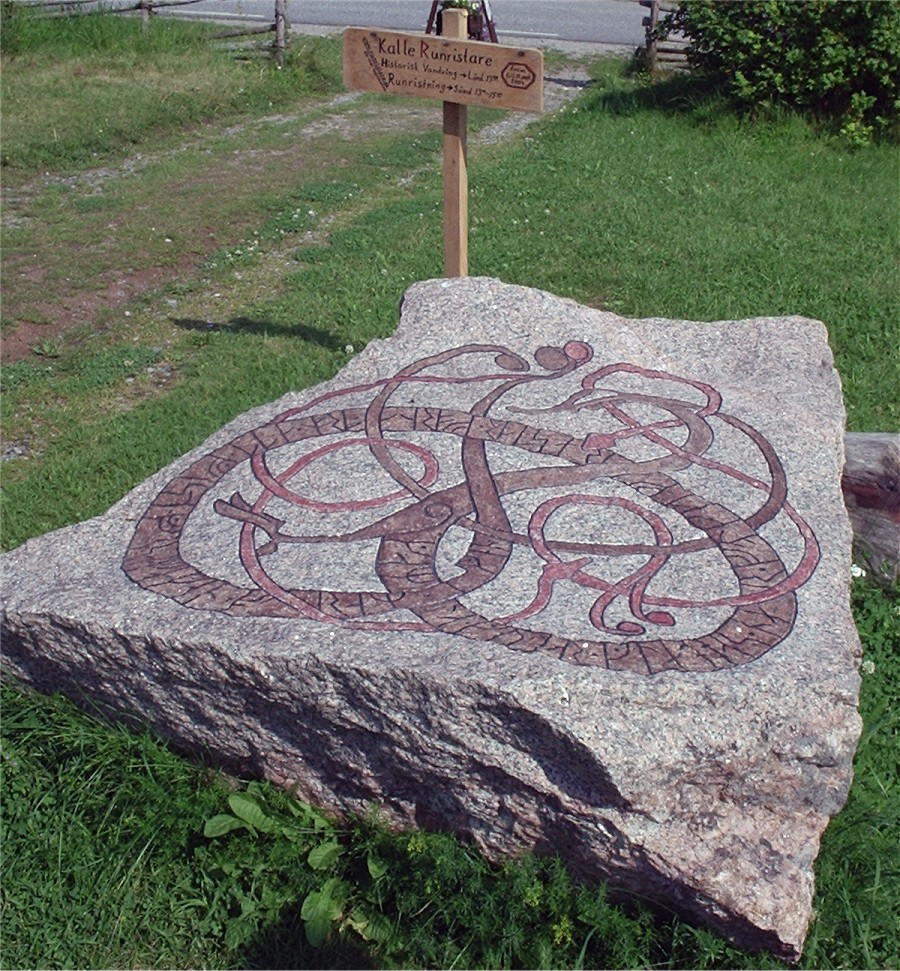
ストックホルム近郊Adelsöにある近代のルーン石碑

ルーン石碑は、いくつかのカテゴリーに分類できる。最も数や分布が多いのが、記念碑としてのルーン石碑である。次に死者を追悼するためのものがある。スカンジナビアには、旅先で亡くなった使者を弔うためのものも多い。そして4つめは、ルーン石碑と関連する古代スカンジナビア人(Norse)の業績を記すものである。
刻まれた銘の例を挙げると（最初の記号は現在付けられている石の分類番号）、
- U 344：「そしてウルヴはイングランドで三度税を手に入れた。始めはトーステが払い、2回目はトールケルが払い、最後はクヌートが払った。」
- Sö 179：「トーラはこの石を彼女の息子のハロルドと、彼と共に戦ったイングバル(Ingvar)の仲間達の追悼のために建立する。彼らは兵士として金を求めて旅立ち、東部において鷲の餌となった。彼らはアラブ族の土地で死んだのである。」
- U 73：「この名誉の印は、インガの息子の思い出を記したものである。彼女は彼の後を受け継ぎ、兄弟達が彼女の後を継いだ。彼らはギリシアで死んだ。」
- U 209：「彼はロシア商業地の東部で儲けた金で、この土地を買った。」

ルーン石碑の別の主要な種類は、自身の功績を記したものである。古代スカンジナビア社会では自らの業績を抒情詩サガの形で誇ることが誉れとされたことが、当時のルーン石碑から分かる。何百人もの人々が、自らの業績や優れた特徴を広める目的で文字を刻んだ。2,3例を挙げる。
- U 1011:「Vigmundはこの石碑に自身の記録を、すなわち最も賢明な男であったことを刻む。神は船長だった彼の魂を救うことだろう。VigmundとÅfridが生のあるうちにこの記憶を記す。」
- Frösöのルーン石碑:「Östman Gudfastの息子は橋を作り、イェムトランドでキリスト教徒となった。」
- Dr 212: 「Eskill Skulkasonはこの石を自身のために作った。Eskillが何を作ったかを永遠に伝えるだろう。」
- U 164:「Jarlabankiはこの石に自身の生涯を刻む。そしてこの道を自身の魂のために作る。そして彼はTäby全土を手に入れた。神は彼の魂を救うことだろう。」

これらの銘にも記されているように、比較的最近にキリスト教徒になったばかりの人々の宗教的な行為について記されている石もある。これらの記述から、ルーン石碑を作る余裕のあった人が行った善行を知ることができる。他の銘からも、信心深さを読み取ることができる。その例を挙げる。
- U 160:「UlvshattilとGyeとUneは、彼らの優れた父Ulvの業績を称えるためにこの石碑を作らせた。彼はSkolhamraで生きた。神と神の母は彼の精神と魂を救い、彼に光と天国を授けるであろう。」

ルーン石碑は男が思い出を記録として残すために作られたものがほとんどであるが、女性について述べたものも多く、とりわけ領主や信心深いキリスト教徒についてのものは多い。例えば、
- Sö 101:「Alrikの母でOrmの娘Sigridは、彼女の夫でSigoerdの父Holmgersの魂のためにこの橋を建設した。」

大家族の重要なメンバーとして：
- Br Olsen;215:「Mael-LomchonとAdilsが妻としたDubh-Gaelの娘は、この十字を養母Mael-Muireの記念として掲げる。よき養子を残すことは出来の悪い実子を残すよりも優れている。」

また、愛する人を思うがあまりに作られたものもある：
- N 68:Thythrikの娘Gunnorは、彼女の娘Astridを記念して橋を作った。彼女はHadelandで最も熟練した技術を持つ女だった。」

ルーン石碑には、キリスト教が伝来して以降はキリスト教十字が刻まれることが多く、使われる文字もより新しい新フサルク(Younger Futhark)が使われる。それ以前のものは北欧神話と古フサルクが使われる。これらの銘は、北欧の国で作成されたものとしては最も古い文書であり、他国の宗教へと悲劇の転換を遂げる前のスカンジナビアの神話と社会についていくつかの手がかりを与える。
銘の中には、デザイン的なものもある。例えばサーペント（シンボルとしての蛇）を模したルーン文字がある。また、ゴットランド島で見つかっている絵画石碑にはルーン文字が見られず、絵画的な模様が描かれているだけのものがある。

## 着色

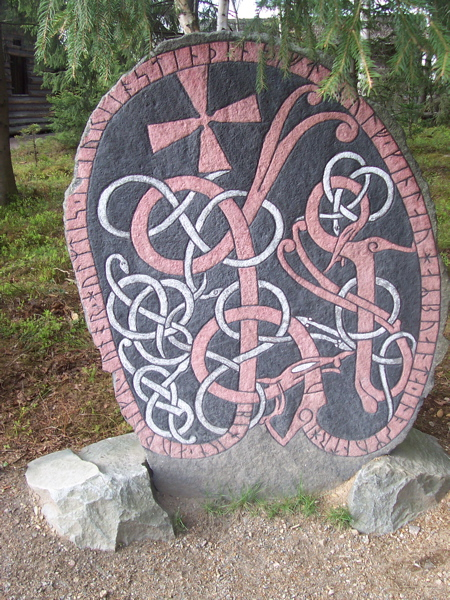
現在スウェーデンSkansenにあるUpplandian Rune Inscription 871はコケや風雨から保護するために着色されている。調査によると、元のルーン石碑も着色されていた。

彫刻された石に書かれたルーン文字は塗りが施されており、考古学的分析から多くは赤色だったことが分かっている。赤は見やすいからである。新たに発見される石は侵食が激しく、色が失われていることが多いため、近年管理者によって読みやすく塗りなおされたものも多い。また、銘が彫られた背景に、字が映えるような色（黒、白、茶色が多い）が施されることも多い。表面は風化で劣化したのであり、近年では色を塗りなおしたものこそが本来の姿であったといわれることも多い。

## 保存と修復
屋外に置かれたままのルーン石碑の表面彫刻は、いくつもの脅威にさらされている。
スウェーデンでは、コケは1年で2ミリメートルほど成長する。条件によってはさらに成長が早い。ルーン石碑は道端に置かれていることが多いため、埃によってもコケの成長が早くなる。コケには問題が多い。コケの小さな菌糸は石の表面に小さな穴を開け、ヒビを作り、時と共に彫刻を劣化させる。藻類や蘚類もまた劣化の原因となる。
ヒビに入り込んだ水は、凍ったり、泥や有機物と入り混じることによって、さらに石の表面を劣化させる。
適切な処置を施せば、劣化速度を落とすことができる。例えば石の表面を粒径の小さな湿った粘土で覆う方法がある。2,3週間経つと、コケは窒息して枯れる。